# Sympecma
Sympecma és un gènere d'odonats zigòpters de la família Lestidae. La coloració general és marronosa. Són els únics odonats que passen l'hivern en estat adult.
El gènere conté les espècies següents:
- Sympecma fusca (Vander Linden, 1820) – Cavallet d'hivern comú.[3] És l'única espècie present als Països Catalans. També habita a l'Europa central, meridional i oriental, fins a l'Àsia central. També al Nord d'Àfrica.
- Sympecma gobica (Förster, 1900) – Espècie present en algunes parts de l'Àsia central.
- Sympecma paedisca (Brauer, 1877) – Espècie present en algunes parts de l'Europa central i oriental i Àsia.